# Geotèxtil

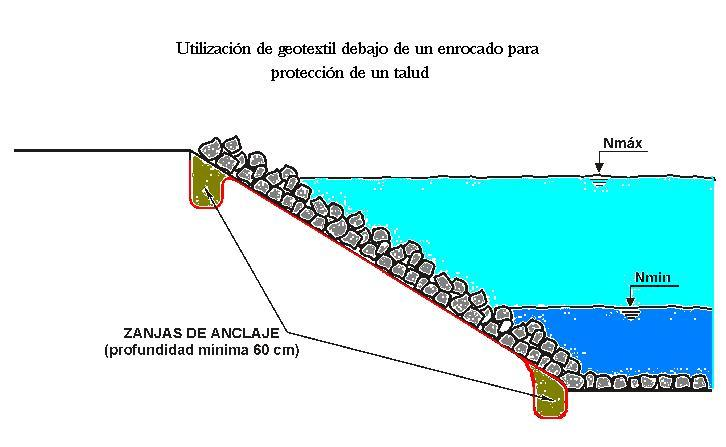
Geotèxtil sota d'un enrocat

Els geotèxtils, com el seu nom ho indica, s'assemblen a tèxtils, teles, que es poden enrotllar, tallar, cosir. S'utilitzen en obres d'enginyeria, especialment quan es tracta de construccions on intervenen diferents tipus de terra, complint diverses funcions, com són:
- Separar estrats diferents, evitant la barreja indesitjada dels materials, per exemple delimitant una capa de drenatge de sorra gruixuda, de la resta d'un terraplè construït a argila, evitant així que els fluxos interns d'aigua arrosseguin el material fi i arribi a colmatar la capa drenant.
- Evitar la barreja indesitjada de sòls amb característiques diverses, per exemple evitant la barreja del material d'un terraplè o dic amb el material original que es troba sota d'ell.

Es fabriquen una gran quantitat de geotèxtils amb les més variades característiques:
- Alguns geotèxtils tenen un gruix d'alguns cm, i una estructura permeable. Aquests poden constituir-se en drens.
- Altres geotèxtils són impermeables, aquests poden ser utilitzats per impermeabilitzar canals o embassaments, ja sigui recobriment amb una ventrada de terra o utilitzant-los per augmentar la impermeabilitat de revestiments de ciment.
- Alguns geotèxtils són resistents a la tracció, aquests poden ser utilitzats per a augmentar la resistència del sòl enfront de lliscaments, arribant a formar talussos estructurats amb geotèxtils.

## Conceptes bàsics sobre Geotèxtils
- Teixits : les fibres s'orienten en dues direccions (trama i ordit).
- No Teixits : les fibres que conformen el geotèxtil estan disposats en forma aleatòria
- Filaments Continus : els filaments del geotèxtil no teixit que conformen el producte final són infinits
- Fibres Tallades : els filaments del geotèxtil que componen el producte final tenen longituds determinades
- Agulles, punxonats  o  agulletes : els filaments del geotèxtil no teixit s'uneixen mitjançant unió mecànica a través d'agulles disposades a la part inferior i superior de la napa de filaments i que entren i surten a gran velocitat de la napa cohesionant i entrellaçant els filaments
- Termosoldats : els filaments estan units per mitjà de calor a través d'un procés de termofusió

## Geotèxtils segons la seva forma de fabricació
Teixits : la malla està teixida amb fibres en dues direccions, (trama i ordit)
Poden ser:
a. Teixits plànols.
b. Tricotar.
 No Teixits : fibres entrellaçades en forma aleatòria lligades mitjançant processos mecànics, tèrmics o químics amb filament continu.
Poden ser:
a. Agulles
b. Termosoldats
 Mixtes : la malla es compon de fibres tallades
Poden ser:
a. Agulles
b. Agulles i termosegellat

## Tipus de Geotèxtils
Els  geotèxtils agulles de fibra tallada  no sotmesos al procés de termofusió són materials amb mínima resistència mecànica, ja que en no haver unió entre els seus elements i no estar lligats entre si, poden ser perforats amb facilitat davant l'aplicació d'una força perpendicular perquè s'obren les seves fibres sense oferir resistència, al mateix temps els esforços de tracció les separa desenllaçar.
Els  geotèxtils només termosoldats  no tenen gruix, la seva elongació és menor que els agulles.
Els  geotèxtils agulles de filament continu, o agulles i termosoldats , posseeixen alta resistència mecànica per evitar el trencament, també tenen gruixos adequats per complir amb la seva funció de drenatge, funció de geotèxtil antiherbes, funció de protecció de les geomembranes i funciona amb efecte matalàs.

## Propietats dels geotèxtils
El geotèxtil és una malla formada per fibres sintètiques les funcions principals es basen en la seva resistència mecànica a la perforació i tracció, ia la seva capacitat drenant.
Serveixen en la construcció de sub-bases de carreteres i ferrocarrils, en preses, eviten possibles erosions realitzen funcions de drenatge en canals, murs de contenció, etc.
Els geotèxtils serveixen per separar terres de diferent granulometria estabilitzant el terreny, per a protecció de làmines impermeabilitzants.
A continuació veiem les funcions que exerceixen els geotèxtils.

### Separació
La separació  impedeix el contacte entre dues superfícies de diferents propietats físiques, la qual cosa evita la seva barreja i contaminació encara que permet el flux lliure de líquids filtrant-los a través del geotèxtil, pot ser entre dues capes diferents: p. ex. de sòl aportat o entre sòl natural i d'aportació.
Per evitar la barreja de materials ha de suportar les càrregues estàtiques i dinàmiques del material d'aportació i del trànsit durant la seva col·locació, així com la retenció de fins.
El polipropilè el manté estable davant l'alcalinitat de l'ciment i inert enfront dels diversos elements químics presents en el terreny.
En la funció de  separació  s'han de tenir en compte els següents aspectes:
- Resistència a la tracció
- Resistència al punxonament
- Elongació a la ruptura
- Perforació dinàmica per caiguda lliure de coneixement
- Obertura de porus eficaç
- Gruix del geotèxtil

### Filtració
La filtració  és la propietat de retenció d'un material de certes partícules sotmeses a forces hidrodinàmiques alhora que permet el passatge de fluids. La funció de filtre ha de garantir la seva estabilitat hidràulica.
En aquesta funció de  filtració  s'han de tenir en compte els següents paràmetres:
- Permeabilitat
- Obertura eficaç dels porus
- Gruix del geotèxtil

### Drenatge
El drenatge és el procés mitjançant el qual es realitza el passatge d'un lloc a un altre d'un fluid (líquid o gas), evacuats. D'aquesta manera es fa l'eliminació per evacuació en l'espessor del geotèxtil sense produir la rentada de fins.
En aquesta funció de  drenatge  s'han de tenir en compte els següents paràmetres:
- Permeabilitat en el pla del geotèxtil
- Gruix del geotèxtil

### Reforç
El reforç del geotèxtil s'aconsegueix per les propietats que tenen certs geotèxtils, millorant les seves propietats mecàniques i disminuint el nivell de càrregues sobre el terreny perquè realitza un treball d'homogeneïtzar les càrregues sobre una superfície extensa.
Considerem dos tipus de reforços:
1. Reforç en la tracció, eliminant les forces de bolcada. Per ex.: En murs de contenció, per intercalació del geotèxtil cap a l'interior del mur.
2. Estabilització del sòl mitjançant confinament de partícules evacuant per supressió l'aigua continguda.

En aquesta funció de  reforç  s'han de tenir en compte els següents paràmetres:
- Corba de deformació
- Resistència mecànica a la tracció, punxonament i esquinçament
- Fluència, fatiga i fricció contra el terreno.además ajuda a millorar la qualitat de soportedel sòl

### Protecció
La funció de  protecció  permet que el sistema geotècnic no es deteriori. El geotèxtil actua rotegir geomembranes impermeables, de manera que impedeix que es produeixin danys mecànics d'abrasió o punxonament.
En aquesta funció de  protecció  s'han de tenir en compte els següents paràmetres:
- Resistència al punxonament
- Perforació dinàmica per caiguda lliure de coneixement
- Gruix (efecte matalàs per a protecció de la geomembrana)